# Mother's Boys
Ne doit pas être confondu avec Mother's Boy.
Pour plus de détails, voir Fiche technique et Distribution.
Mother's Boys ou Obsession au Québec est un film américain réalisé par Yves Simoneau, sorti en 1993.
Il s'agit de l'adaptation du roman homonyme de Bernard Taylor (1988).

## Synopsis
Judith « Jude » Madigan (Jamie Lee Curtis) quitte brutalement son mari Robert (Peter Gallagher) et ses trois enfants sans explication. Trois ans plus tard, Bien que ce dernier l'ait demandé le divorce, Jude est rentrée dans sa maison sans vergogne et souhaite refaire sa vie avec lui et ses enfants. Il refuse et reste sur le divorce. Elle lui demande d'amener leurs trois enfants chez elle, dans un appartement. Il refuse. Elle a du mal à accepter son intention et, sans succès, essaie de le séduire. Il lui ordonne de quitter la maison. Sortant de la maison, elle harcèle la nouvelle compagne de Robert, Colleen « Callie » Harland (Joanne Whalley, qui vient d'arriver.
Plus tard, Robert finit par emmener ses enfants chez Jude. Le fils aîné, Kes (Luke Edwards), se méfie de sa mère. Cette dernière le manipule et lui fait croire que Callie l’empêche de réunir la famille…

## Fiche technique
Sauf indication contraire, les informations mentionnées dans cette section peuvent être confirmées par la base de données cinématographiques IMDb,  présente dans la section « Liens externes ».
- Titre original : Mother's Boys
- Titre québécois : Obsession
- Réalisation : Yves Simoneau
- Scénario : Richard Hawley et Barry Schneider, d'après le roman homonyme de Bernard Taylor[1]
- Musique : George S. Clinton
- Direction artistique : David J. Bomba
- Costumes : Deena Appel et Simon Tuke
- Photographie : Elliot Davis
- Montage : Michael D. Ornstein
- Production : Jack E. Freedman, Patricia Herskovic et Wayne S. Williams
- Sociétés de production : Dimension Films ; CBS Productions (production associée)
- Société de distribution : Dimension Films
- Pays de production :  États-Unis
- Langue originale : anglais
- Format : couleur - 1,85:1
- Genre : thriller psychologique
- Durée : 96 minutes
- Dates de sortie :
  - Italie : octobre 1993 (MIFED)
  - États-Unis : 18 mars 1994
  - France : 2 août 2000 (en DVD)[2]

## Distribution
- Jamie Lee Curtis (VF : Frédérique Tirmont) : Judith « Jude » Madigan
- Peter Gallagher (VF : Guy Chapellier) : Robert Madigan
- Joanne Whalley (VF : Juliette Degenne) : Colleen « Callie » Harland
- Vanessa Redgrave (VF : Nadine Alari) : Lydia
- Luke Edwards : Kes Madigan
- Colin Ward (VF : Brigitte Lecordier) : Michael Madigan
- Joey Zimmerman (VF : Patricia Legrand) : Ben Madigan
- Joss Ackland (VF : Michel Vocoret) : Lansing, le juge de Jude
- Paul Guilfoyle (VF : Jean-Claude Balard) : Mark Kaplan, le juge de Robert
- J. E. Freeman (VF : Jacques Brunet) : M. Everett, le directeur
- John C. McGinley (VF : Jean-Pierre Leroux) : M. Fogel, le professeur

## Production
Le tournage a lieu, entre le 7 décembre 1992 et le 5 février 1993, à Pasadena, en Californie.

## Accueil

### Sorties
Mother's Boys est présenté en octobre 1993 au Mifed, à Milan (Italie). Il est sorti le 18 mars 1994 dans les salles américaines.
En France, il n'est sorti qu'en DVD, le 2 août 2000.

### Critique
Le film obtient des notes négatives, avec de critiques centrales du fait que ce film est une pâle imitation de Liaison fatale (Fatal Attraction, 1987) d'Adrian Lyne. Il a pour note de 43 % sur Rotten Tomatoes.